# Wojskowa Agencja Mieszkaniowa
Wojskowa Agencja Mieszkaniowa (WAM) – państwowa jednostka organizacyjna posiadająca osobowość prawną, nadzorowana przez Ministerstwo Obrony Narodowej. Została utworzona na mocy Ustawy z dnia 22 czerwca 1995 r. o zakwaterowaniu Sił Zbrojnych Rzeczypospolitej Polskiej (Dz.U. z 2024 r. poz. 98).
Z dniem 1.10.2015 roku na mocy ustawy o Agencji Mienia Wojskowego z dnia 10 lipca 2015 roku dokonano połączenia dwóch agencji wykonawczych: Wojskowej Agencji Mieszkaniowej powołanej na podstawie ustawy z dnia 22 czerwca 1995 roku o zakwaterowaniu Sił Zbrojnych RP (Dz.U. z 2024 r. poz. 1270) i Agencji Mienia Wojskowego powołanej na podstawie ustawy z dnia 30 maja 1996 roku o gospodarowaniu niektórymi składnikami mienia Skarbu Państwa oraz o Agencji Mienia Wojskowego (Dz.U. z 2013 r. poz. 712, z późn. zm.). Połączenie nastąpiło przez przejęcie Agencji Mienia Wojskowego przez Wojskową Agencję Mieszkaniową. Wojskowa Agencja Mieszkaniowa po połączeniu z dniem 1.10.2015 r. otrzymała nazwę Agencja Mienia Wojskowego.

## Struktura
- Biuro Prezesa WAM (ul. Chałubińskiego 3a w Warszawie)
- Oddział Regionalny w Bydgoszczy (ul. Gdańska 163a)
- Oddział Regionalny w Gdyni (ul. M. Curie-Skłodowskiej 19)
- Oddział Regionalny w Krakowie (ul. Montelupich 3)
- Oddział Regionalny w Lublinie (ul. Łęczyńska 1)
- Oddział Regionalny w Poznaniu (ul. Dojazd 30)
- Oddział Regionalny w Olsztynie (ul. Kasprowicza 1)
- Oddział Regionalny w Szczecinie (ul. Potulicka 2)
- Oddział Regionalny w Warszawie (ul. Olszewska 14/20)
- Oddział Regionalny we Wrocławiu (ul. Sztabowa 32)
- Oddział Regionalny w Zielonej Górze (Aleja Zjednoczenia 104)

## Prezesi
- 1995–1997: gen. bryg. Antoni Goliszewski
- 1997–2001: Michał Chałoński
- 2001–2006: Andrzej Jaworski
- 2006–2007: Jacek Kotas
- 2007–2008: Krzysztof Dzięcielski
- 2008–2009: Paweł Kossecki
- od 2009: Michał Kazimierz Świtalski